# World Series of Poker 1989
1989 års World Series of Poker (WSOP) pokerturnering hölls vid Binion's Horseshoe.

## Inledande event
| Event                        | Vinnare           | Pris (USD) | Tvåa           |
| ---------------------------- | ----------------- | ---------- | -------------- |
| $1 000 Limit Hold'em         | George Allen Shaw | $179 600   | Lee Southard   |
| $1 500 Seven Card Razz       | John Laudon       | $95 400    | Said Barjetsch |
| $1 500 Seven Card Stud Split | Mike Sexton       | $104 400   | Sid Herald     |
| $500 Ladies' Seven Card Stud | Alma McClelland   | $18 600    | Adrienne Zoia  |
| $1 500 Ace to Five Draw      | Harry Madoff      | $119 400   | Billy Baxter   |
| $1 500 Pot Limit Omaha       | Barry Blackburn   | $108 000   | T.J. Cloutier  |
| $1 500 Seven Card Stud       | Mel Judah         | $130 800   | Jerry Buhr     |
| $5 000 Deuce to Seven Draw   | Bob Stupak        | $139 500   | Billy Baxter   |
| $5 000 Seven Card Stud       | Don Holt          | $154 000   | David Sklansky |
| $1 500 Limit Omaha           | Lyle Berman       | $108 600   | MacDonal Kempe |
| $2 500 Pot Limit Omaha       | Frank Henderson   | $184 000   | Kevin Redican  |
| $2 000 No Limit Hold'em      | Norman Keyser     | $244 000   | Tommy Grimes   |
| $2 000 Limit Hold'em         | Thomas Chung      | $212 000   | Carl McKelvey  |

## Main Event
178 stycken deltog i Main Event. Varje deltagare betalade $10 000 för att delta.

### Finalbordet
| Placering | Namn             | Pris     |
| --------- | ---------------- | -------- |
| 1         | Phil Hellmuth Jr | $755 000 |
| 2         | Johnny Chan      | $302 000 |
| 3         | Don Zewin        | $151 000 |
| 4         | Steve Lott       | $83 050  |
| 5         | Lyle Berman      | $67 950  |
| 6         | Noel Furlong     | $52 850  |